# سسمو أوكي
سسمو أوكي (باليابانية: 大木 勉) (23 فبراير 1976 في ماتسوياما في اليابان – )؛ هو لاعب كرة قدم ياباني سابق كان يلعب كمهاجم.

## وصلات خارجية
- سسمو أوكي على موقع الاتحاد الدولي (مؤرشف)  (الإنجليزية)
- سسمو أوكي على موقع رابطة كرة القدم اليابانية للمحترفين (اليابانية)
- سسمو أوكي على موقع قاعدة بيانات كرة القدم.إي يو (الإنجليزية)
- سسمو أوكي على موقع Soccerway.com (الإنجليزية)
- سسمو أوكي على موقع عالم كرة القدم.نت (الإنجليزية)